# ABC FC

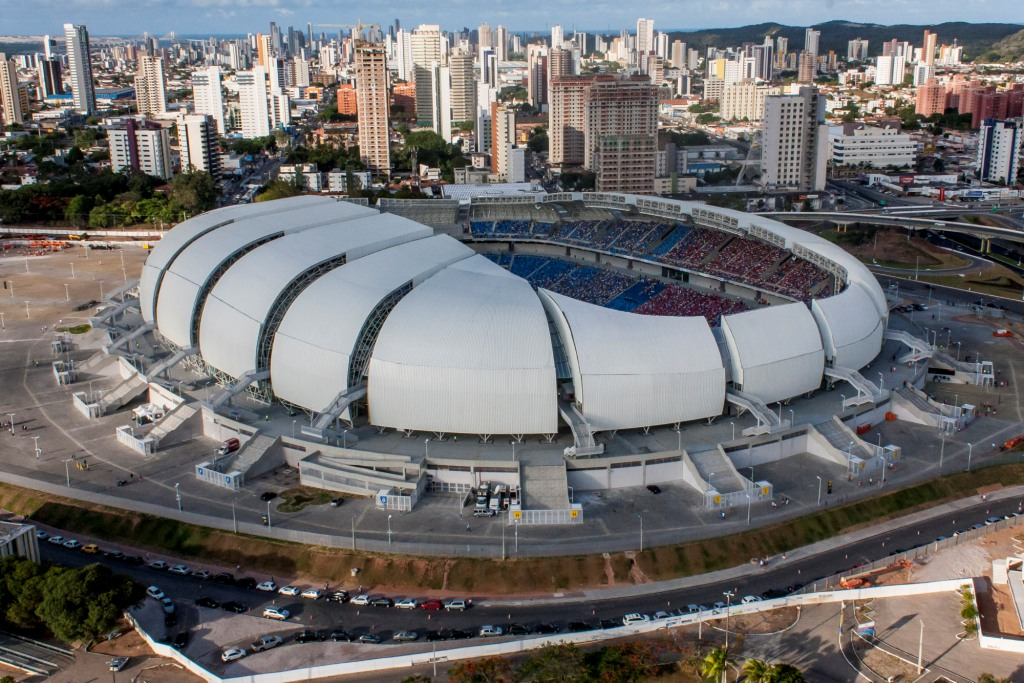
Arena das Dunas

ABC Futebol Clube je brazilský fotbalový klub z města Natal, byl založen v roce 1915. Klubové barvy jsou bílá a černá.
Své domácí utkání hrál na Estádio Maria Lamas Farache (Frasqueirão) s kapacitou 15 800 diváků (resp. 18 000), po výstavbě nového stadionu Arena das Dunas pro Mistrovství světa ve fotbale 2014 hraje své domácí zápasy zde (společně s klubem América FC).